# Telefèric de pulsió

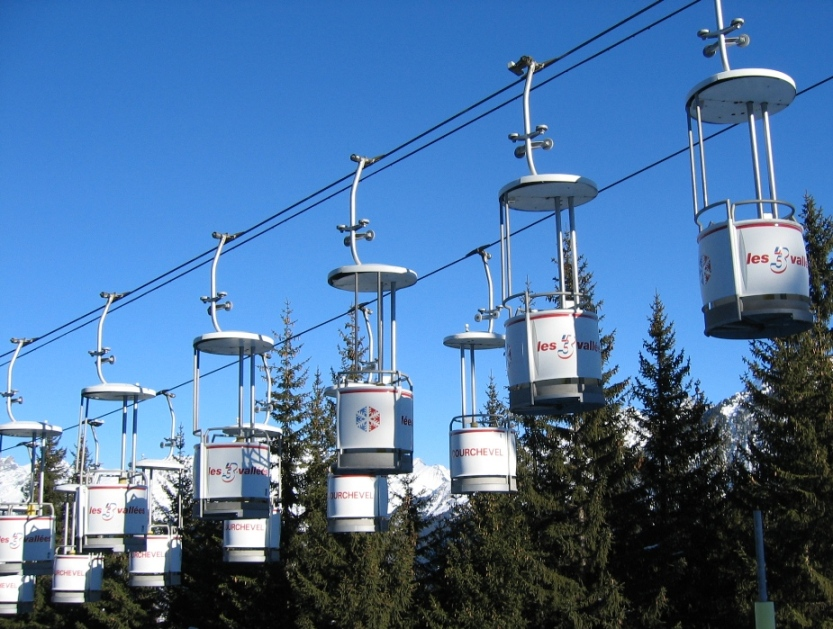
Telefèric de pulsió vist lateralment durant el creuament de dos grups de cistelles.

Un telefèric de pulsió és un remuntador que consisteix en un sol cable d'on pengen cabines fixes de funcionament interromput, és a dir, no és continu sinó que va a base de "pulsions", cosa que n'explica el nom.
És de fet un híbrid entre un telecabina i un telefèric. Les cabines són exactament iguals a les del primer (o a vegades són substituïdes per cistelles obertes), i també fan voltes completes. Ara bé, com en el cas del telefèric, s'ha d'aturar tot el sistema per a permetre que algú hi pugi o en baixi. Per tal que això passi el mínim nombre de vegades, les cabines estan agrupades, sovint de 4 en 4, deixant entre grup i grup llargs trams de cable buit. Quan un d'ells arriba a una estació, tot el sistema s'atura. El que es fa en general però, és col·locar-hi alguna estació intermèdia, equidistant de les extremes, de manera que tots els grups arribin simultàniament a alguna estació. S'acostumen a utilitzar a les zones urbanes de les estacions d'esquí, com a sistema de transport intern, especialment quan ja han tancat les pistes.